# Liga Amateur de Veracruz
Liga Amateur de Veracruz fue una liga de fútbol en México fundada por empresarios locales en el estado, donde los clubes del estado de Veracruz participaban, se jugó de 1908 a 1943. la liga se descontinuo en 1943 cuando la primera liga profesional en México fue fundada. Clubes importantes salieron de esta liga como Orizaba, Veracruz Sporting Club, Iberia de Córdoba y Moctezuma

## Historia
Ya en 1894 clubes de todo el Estado de Veracruz se estaban organizando y tuvieron partidos amistosos. El primer club que se estableció en 1898 fue Albinegros de Orizaba junto con otros clubes formados y patrocinado por las fábricas locales. La mayoría de los jugadores que conformaban estos clubes eran trabajadores de las fábricas y minas alrededor de la ciudad propiedad de los hombres escoceses e ingleses que acababan de llegar al estado. En 1915 una liga amateur que más tarde sería conocido como La Liga del Sur se estableció principalmente debido al hecho de que en la otra liga más cercana Albinegros de Orizaba había participado en 1902 ganando el torneo de la Liga Mexicana de Football Amateur Association de la Ciudad de México ese mismo año.

## Era amateur de la Liga Amateur de Veracruz (1908–1943)
| Temporada | Campeón                    |
| --------- | -------------------------- |
| 1915-1916 | Veracruz Sporting Club     |
| 1916-1917 | Veracruz Sporting Club     |
| 1917-1918 | Veracruz Sporting Club     |
| 1918-1919 | Unión Deportiva Río Blanco |
| 1919-1920 | España de Veracruz         |
| 1920-1921 | España de Veracruz         |
| 1921-1922 | España de Veracruz         |
| 1922-1923 | N/A                        |
| 1923-1924 | España de Veracruz         |
| 1924-1925 | Veracruz Sporting Club     |
| 1925-1926 | Iberia de Córdoba          |
| 1926-1927 | Veracruz Sporting Club     |
| 1927-1928 | Veracruz Sporting Club     |
| 1928-1929 | Veracruz Sporting Club     |
| 1929-1930 | Veracruz Sporting Club     |
| 1930-1931 | Veracruz Sporting Club     |
| 1931-1932 | Iberia de Córdoba          |
| 1932-1933 | N/A                        |
| 1933-1934 | N/A                        |
| 1934-1935 | Unión Deportiva Río Blanco |
| 1935-1936 | España de Veracruz         |
| 1936-1937 | C.I.D.O.S.A                |
| 1937-1938 | Moctezuma de Orizaba       |
| 1938-1939 | España de Veracruz         |
| 1939-1940 | C.I.D.O.S.A                |
| 1940-1941 | Veracruz Sporting Club3    |
| 1941-1942 | España de Veracruz         |
| 1942-1943 | Veracruz Sporting Club     |

## Campeones de la tabla
Los campeonatos totales por cada club se resumen en el siguiente cuadro.
| Equipos                    | Campeonatos |
| -------------------------- | ----------- |
| Veracruz Sporting Club     | 11          |
| Iberia de Córdoba          | 8           |
| C.I.D.O.S.A                | 2           |
| Unión Deportiva Río Blanco | 1           |
| Moctezuma de Orizaba       | 1           |